# Gia phả học
Gia phả học là môn học nghiên cứu về gia phả.
Môn học này đang được phát triển ở khắp nơi trên thế giới. Lý do là ngày càng có nhiều người trong xã hội, trong gia đình nhận thấy gia phả là tài liệu quý báu cho nhiều ngành học. Một Tông đồ, một Gia phả, một Phả ký, một Phổ truyền dù đơn sơ hay súc tích cũng đều trở nên những tài liệu quý báu cho nhà xã hội học, nhà sử học về sau. Nó còn có thể hữu dụng cho những nghiên cứu về tâm lý, về di truyền học, huyết học, y học. Một lý do nữa là với tiến bộ của công nghệ, kỹ thuật ghi chép, sưu tầm những tin tức, tra cứu lịch sử... càng ngày càng thuận lợi hơn.
Việc phổ biến gia phả giới hạn trong vòng gia đình, tông tộc hay mở rộng ra trên Internet cho công chúng trong phạm vi rộng khắp đã làm cho nhiều người băn khoăn về vấn đề bí mật cá nhân. Lợi điểm của việc phổ biến rộng rãi là nhiều người có thể biết đến, có thể tìm ra một sự nối kết, có ý hướng sử dụng nó vào những mục đích nghiêm chỉnh - hướng thiện, như bổ sung kiến thức cho văn hóa, cho lịch sử.